# 熊切圭介
熊切 圭介（くまきり けいすけ、1934年9月24日 - 2020年11月27日）は、日本の写真家。本名は奎介。
2015年〜2019年日本写真家協会会長。
長男は同じく写真家の熊切大輔。

## 来歴・人物
東京都下谷西町出身。1958年日本大学芸術学部写真学科卒業。丹野章に師事。報道写真を中心に、美術全集収録の写真撮影などにもたずさわる。
三重県名張市でおきた名張毒ぶどう酒事件の遺児を記録した「母なき新入生」で、1961年講談社三賞の写真賞。
のちにフリーランスの写真家として週刊誌を中心に月刊誌、グラフ誌など主にジャーナリズムの分野で活動する。同時に単行本、美術全集等の撮影を行う。写真集に「東南アジア鉄の旅」など。
2020年11月27日、誤嚥性肺炎により死去。

## 役職
- 公益社団法人 日本写真家協会 会長
- 全日本写真連盟理事
- 日本著作権協会理事
- 日本写真芸術学会会員
- 六の会同人
- 日本大学芸術学部写真学科講師

## 受賞歴
- 1961年　第2回　講談社写真賞

## 主な出版物
- 「手漉和紙精髄」「世界の博物館」「美術全集・25人の画家」「中国の旅」（講談社、いずれも共著）
- 「毛綱殻曠」（丸善出版）
- 「朝香宮廷のアール・デコ」（東京都文興会）
- 「東京港」（東京開港50周年記念事業実行委員会）
- 「ハプスブルグの鉄」「上海鉄景」「インド鉄紀行」「マンハッタンの橋」（川崎製鉄株式会社）
- 「池波正太郎のリズム」（展望社）
- 「南島からの手紙」（新潮社）
- 「揺れ動いた ’60年代の光と影」